# Branko Živanović
Branko Živanović, cyr. Бранко Живановић (ur. 12 maja 1994) – serbski zapaśnik walczący w stylu klasycznym. Wicemistrz śródziemnomorski w 2015 roku.